# Heinrich Georg Bronn

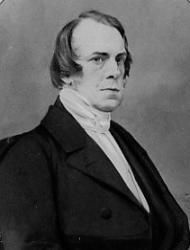
Heinrich Georg Bronn (1800–1862) war der erste Übersetzer von Darwins wissenschaftlichem Hauptwerk.

Heinrich Georg Bronn (* 3. März 1800 in Ziegelhausen bei Heidelberg; † 5. Juli 1862 in Heidelberg) war ein deutscher Geologe und Paläontologe. Sein offizielles botanisches Autorenkürzel lautet „Bronn“.

## Leben und Wirken

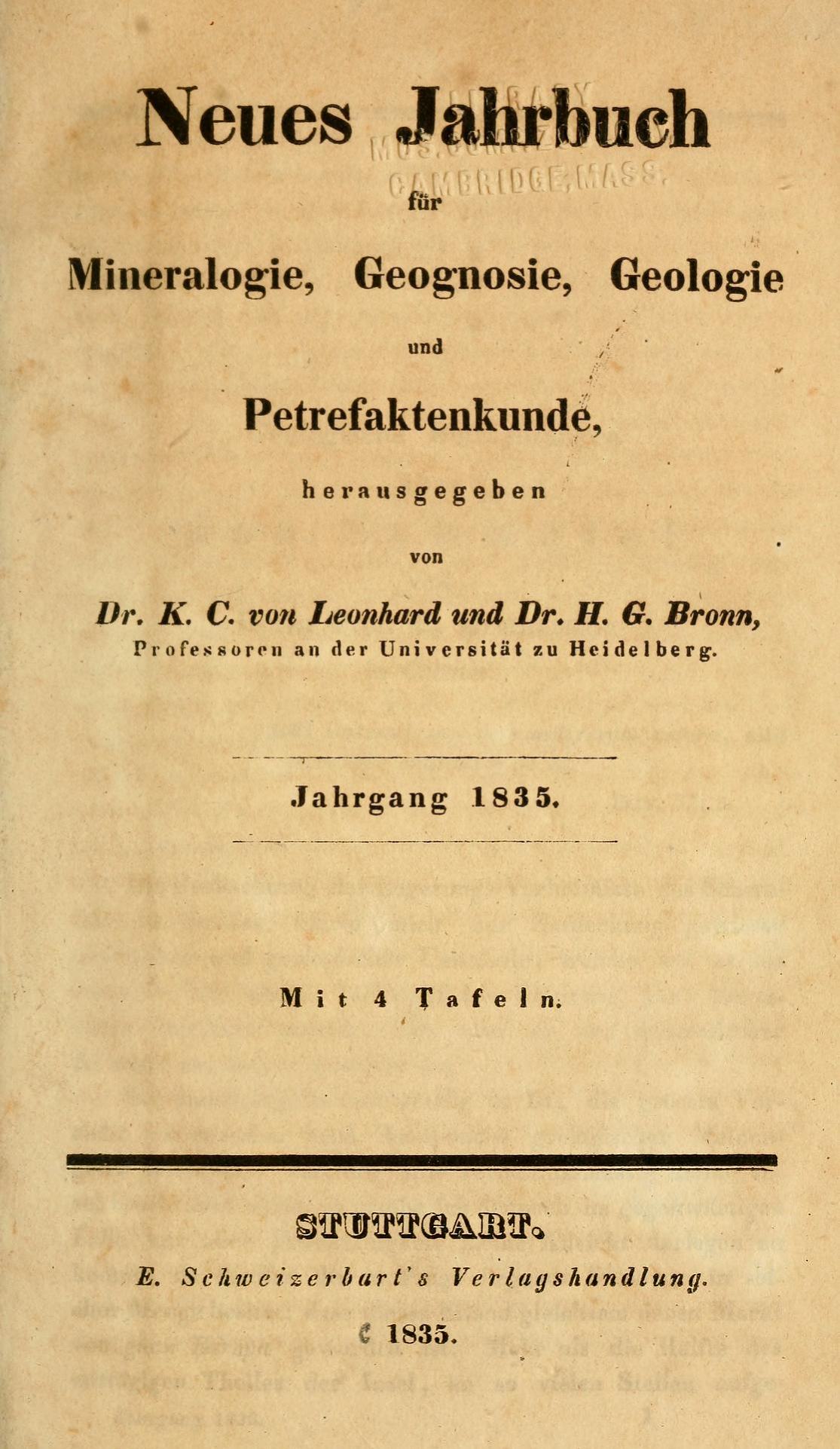
Titelseite des dritten Bandes (1835) des Neuen Jahrbuchs für Mineralogie, Geognosie, Geologie und Petrefakten-Kunde

Das Studium in Heidelberg schloss er mit einer Promotion in Medizin 1821 ab. Im darauffolgenden Jahr wurde er zum Professor für Naturgeschichte ernannt.
Ab 1830 übernahm Bronn zusammen mit Karl Cäsar von Leonhard die Redaktion des Jahrbuchs für Mineralogie, Geognosie und Petrefactenkunde, das von Leonhard zuvor als Taschenbuch für die gesammte Mineralogie herausgegeben hatte. Von 1833 bis zu Leonhards Tod im Januar 1862 führten beide die Reihe unter dem Namen Neues Jahrbuch für Mineralogie, Geognosie, Geologie und Petrefaktenkunde fort. Der Mitherausgeber der Ausgabe des Jahres 1862 war Karls Sohn Gustav von Leonhard. Nachdem Bronn im Juli 1862 ebenfalls verstorben war, erschien die Reihe ab 1863 unter dem Namen Neues Jahrbuch für Mineralogie, Geologie und Paläontologie und wurde neben von Leonhard von Hanns Bruno Geinitz herausgegeben.
Von Bronn stammt eine frühe stratigraphische Gliederung der Erdgeschichte (Lethaea geognostica, 1835/1838), die bis zum Karbon weitgehend der heutigen Gliederung entspricht und nur davor (Grauwacken und Tonschiefer von Kambrium, Silur, Devon) aufgrund der komplizierten und gestörten Lagerungsverhältnisse dieser Schichten in Deutschland zu grob ist. Sie teilt die Erdgeschichte in Molassegebirge (Quartär, Tertiär), Kreidegebirge (Kreide), Oolithgebirge (Jura), Salzgebirge (Trias), Kohlengebirge (Perm, Karbon und Älteres).
Bronn erstellte 1860 die erste deutsche Übersetzung von Charles Darwins Origin of Species. Seine Übersetzung nahm sich jedoch Veränderungen und „Reinigungen“ heraus. So nahm er sich die Freiheit, „origin“ im Titel mit „Entstehung“ und „the preservation of favoured races“ als „Erhaltung der vervollkommneten Rassen“ zu übersetzen. Außerdem erscheinen zwei seiner Änderungen in Bezug auf den Menschen in der Evolution bemerkenswert: Bronn übersetzte „psychology“ im Original mit „Physiologie“, und Darwins berühmten vorbereitenden Satz „Light will be thrown on the origin of man and his history“ (Darwin 1859, S. 488) ließ Bronn komplett weg.
1876 folgte die Übersetzung von Julius Victor Carus, die meist als Standardübersetzung verwendet wird (Stuttgart, E. Schweizerbart'sche Verlagsbuchhandlung, 1876). Ähnlich verhielt es sich mit der Übersetzung von Darwins Buch zur Orchideenbestäubung (On the various contrivances by which British and foreign orchids are fertilised by insects; 1862), das der als Paläontologe völlig fachfremde Bronn kurz vor seinem Tod in einer im Detail stellenweise schwachen Übersetzung noch vorlegte (Stuttgart, E. Schweizerbart'sche Verlagsbuchhandlung, 1862). Auch in diesem Fall wurden spätere Auflagen von Carus übersetzt.
Bronn wurde im August 1832 zum Mitglied der Gelehrtenakademie Leopoldina mit dem Beinamen „Esper I.“ gewählt. Seit 1851 war er korrespondierendes Mitglied der Preußischen Akademie der Wissenschaften. 1858 wurde er zum auswärtigen Mitglied der Bayerischen Akademie der Wissenschaften gewählt. 1859 wurde er korrespondierendes Mitglied der Russischen Akademie der Wissenschaften in St. Petersburg. 1860 wurde er gewähltes Mitglied der American Philosophical Society. 1861 wurde Bronn mit der Wollaston-Medaille der Geological Society of London ausgezeichnet.
Ein Teil des Bronnschen Nachlasses überlebt im Historischen Archiv des Germanischen Nationalmuseums in Nürnberg.

## Schriften (Auswahl)
- System der urweltlichen Konchylien durch Diagnose, Analyse und Abbildung der Geschlechter erläutert. J.C.B. Mohr, Heidelberg 1824. doi:10.5962/bhl.title.8749
- System der urweltlichen Pflanzenthiere. J.C.B. Mohr, Heidelberg 1825. doi:10.5962/bhl.title.9094
- Italiens Tertiär-Gebilde und deren organische Einschlüsse. Groos, Heidelberg 1831. doi:10.5962/bhl.title.59236
- Gæa Heidelbergensis, oder Mineralogische Beschreibung der Gegend von Heidelberg. Groos, Heidelberg 1830. online
- als Herausgeber mit Karl Cäsar von Leonhard: Neues Jahrbuch für Mineralogie, Geognosie, Geologie und Petrefaktenkunde. E. Schweizerbart's Verlagshandlung, Stuttgart 1833–1862. online
- Die ersten Auflagen der Lethaea geognostica oder Abbildungen und Beschreibungen der für die Gebirgs-Formationen bezeichnendsten Versteinerungen. In mehreren Bänden inkl. Bilderatlas. Stuttgart. 1835, 1838
- Untersuchungen über die Entwickelungs-Gesetze der organischen Welt während der Bildungs-Zeit unserer Erd-Oberfläche. E. Schweizerbart'sche Verlagshandlung, Stuttgart 1858. doi:10.5962/bhl.title.50675
- Die Klassen und Ordnungen des Thier-Reichs. C.F. Winter, Leipzig 1859–1901. doi:10.5962/bhl.title.2054
- mit Georg Hartung: Die Azoren in ihrer äusseren Erscheinung und nach ihrer geognostischen Natur. W. Engelmann, Leipzig 1860. doi:10.5962/bhl.title.60459
- Charles Darwin, über die Entstehung der Arten im Thier- und Pflanzen-Reich durch natürliche Züchtung, oder Erhaltung der vervollkommneten Rassen im Kampfe umʼs Daseyn. Nach der zweiten Auflage mit einer geschichtlichen Vorrede und andern Zusätzen des Verfassers für diese deutsche Ausgabe aus dem Englischen übersetzt und mit Anmerkungen versehen. Stuttgart 1860. doi:10.5962/bhl.title.50672.
- Charles Darwin, über die Einrichtungen zur Befruchtung Britischer und ausländischer Orchideen durch Insekten und über die günstigen Erfolge der Wechselbefruchtung. Mit Nachträgen und Verbesserungen des Verfassers aus dem Englischen übersetzt. Schweizerbart'sche Verlagshandlung, Stuttgart 1862 doi:10.5962/bhl.title.15549